# Közgazdasági enciklopédia
A Közgazdasági enciklopédia egy nagy terjedelmű magyar közgazdasági ismerettár a két világháború közötti időből.

## Jellemzői
A mű a magyar nyelven megjelent kevés számú nagyobb közgazdasági lexikon egyike – azaz nevével ellentétben nem témakör szerint, hanem betűrendben tartalmaz információkat. Az összességében 4 kötetes, és közel 4600 hasábnyi (azaz 2300 oldalnyi) szöveget tartalmazó mű az Athenaeum Irodalmi és Nyomdai Rt. kiadásában Budapesten jelent meg 1929-ben. Célja az előszó szerint az volt, hogy az 1898-ban megjelent, és kissé már akkoriban is elavult Közgazdasági lexikont pótolva összekösse a közgazdaságtan tudományos művelőjét és a napi közgazdasági kérdésekkel foglalkozó „gyakorlati embert”.
„Azelőtt két külön világot jelentett »az élet embere« és a »tudomány embere«, hisz a katedrát, amely a közgazdaságnak mint tudománynak otthona, szinte csillagászati távolságban levőnek érezték a mindennapi gazdasági élet tömegei. Ma azonban azt lehet mondani, hogy a tudós: a leggyakorlatibb közgazda, akinek állandó tartózkodási helye van a gyárak laboratóriumaiban, a nagy áruházakban és bankirodákban, a szakszervezetekben, vasúti, hajózási vagy légiforgalmi társaságokban és agrárüzemekben épúgy, mint a minisztériumok kodifikációs osztályaiban. Ma úgy tágulnak a közgazda munkájában az élet határai és perspektívái, mint a 15. és 16. században a nagy felfedezők, hajósok, csillagászok korszakalkotó tevékenységében. Ma a közgazdasági élet: közélet és magánélet és ismerete az események menetében nagyon sokszor nem a »tudás« kérdése, vagy a »vélemény kérdése«, de életkérdés. Ha a régi békebeli világban fontos volt a nagyközönség számára a közgazdasági élet áramlatainak, összefüggéseinek, praktikumainak, rengeteg nagy és kis elágazódásának ismerete, még inkább fontos ma. [...] Nálunk ezen a téren óriási hézagok vannak s ezt kívánja pótolni a Közgazdasági Enciklopédia, amely a legmagasabb tudományos szinten, de amellett a mindennapi gyakorlati élet követelményeinek is legéberebb szemmeltartásával adja az olvasónak a mai közgazdasági élet – mindenekelőtt természetesen a magyar közgazdasági élet – egész anyagát, mozgalmaiban, tényeiben, intézményeiben, törvényeiben, rendeleteiben és történelmi kialakulásában.”
A gyakran több oldalas, részekre bontott szócikkek általános fogalmi kérdések mellett bemutatják a korabeli hatályos törvényeket, és számos – napjainkra már elfeledett – magyar és külföldi közgazdasági szakember életével és munkásságával ismertetik meg XXI. századi olvasót.
Az aranyozott gerincű kötetek több színes térképmellékletet és táblázatot tartalmaz a vizualitás segítésére. A vele egyidőben megjelenő Révai Kereskedelmi, Pénzügyi és Ipari Lexikonától szócikkeinek átlagos hosszában és alaposságában tér el.

## Szerzők
Az egyes szócikkek megírásában sok-sok szerző vett részt, akiknek névsorát külön tünteti fel a könyv. A szerkesztési feladatokat Gerő László, Dr. Bud János, Dr. Czettler Jenő, Szterényi József báró, Dr. Korányi Frigyes báró, Dr. Fodor Ferenc, és Dr. Teleki Pál gróf látta el.

## Kötetbeosztás
Az egyes kötetek a következők voltak:
| Kötetszám | Kötetcím            | Kiadási év | Oldalszám |
| --------- | ------------------- | ---------- | --------- |
| I.        | Ab–Dühring          | 1929       | 851       |
| II.       | Eagle–Ivernois      | 1929       | 972       |
| III.      | Jacini–Müller       | 1929       | 1238      |
| IV.       | Nádas–Zsíróforgalom | 1929       | 1530      |